# Bombus haueri
Bombus haueri är en biart som beskrevs av Anton Handlirsch 1888. Den ingår i släktet humlor och familjen långtungebin. Inga underarter finns listade.

## Beskrivning
Honorna (drottningen och arbetarna) har en tät, kort päls som är svart på huvudet och större delen av mellankroppen. På mellankroppen, något efter mitten, har den ett gult tvärband. Även tergiterna 1 och 2 (samt 3 hos arbetarna) är gula, tergiterna 3 till 6 (4 till 6 hos arbetarna) röda. Undersidan, inklusive benen är svart. Drottningen kan bli 18 till 22 mm lång, arbetarna 14 till 16 mm. Hanarna är dåligt studerade, men de få studier som har gjorts beskriver dem med liknande utseende som honorna på huvud och mellankropp, och med en bakkropp som är helt gulaktig på ovansidan och svart på undersidan. Hanens kroppslängd är omkring 18 mm. Alla kasterna har brunfläckiga vingar.

## Ekologi
Arten förekommer sällsynt på grässlätter och i tallskog på höjder mellan 1 700 och 2 500 m. Den är aktiv mellan juni och oktober. Drottningar är mycket vanligare än arbetare, ett faktum som kan tyda på ett kleptoparasitiskt levnadssätt likt snylthumlornas.

## Utbredning
Arten förekommer i Mexiko, historiskt i Distrito Federal samt delstaterna Chihuahua, Coahuila de Zaragoza, Durango, Guanajuato, México, Nuevo León, Jalisco, Michoacán de Ocampo och Morelos). Sedan åtminstone 1991 har den endast påträffats i México och Durango.

## Hotstatus
Arten har gått kraftigt tillbaka, och Internationella naturvårdsunionen (IUCN) rödlisstar den därför som starkt hotad (EN). År 2015 beräknade IUCN att arten förlorat omkring 74% av sin historiska utbredning. Som främsta orsaker anges habitatförlust genom den kraftiga avverkningen och uppodlingen av de skogsområden där den normalt lever.